# Булгаков, Пётр Алексеевич
Пётр Алексеевич Булгаков (1808, Оренбургская губерния — 23 августа [4 сентября] 1883, Тамбов) — тамбовский и калужский губернатор, статс-секретарь, генерал-провиантмейстер, тайный советник. Внук генерала С. А. Булгакова.

## Биография
Родился в 1808 году в Оренбургской губернии.
В 1824 году окончил казанскую гимназию, в 1828 году со степенью кандидата — отделение нравственных и политических наук Казанского университета. С 31 августа 1828 года служил в Почтовом департаменте младшим помощником бухгалтера в чине губернского секретаря, с 24 декабря 1829 года — в канцелярии Государственного контроля, где проходил различные должности и 4 февраля 1838 года был назначен управляющим Особой экспедицией при государственном контроле. Одновременно преподавал теорию государственной отчётности в Петербургском коммерческом училище, за что получил 3 апреля 1838 года высочайшее благоволение.
Был произведён 24 февраля 1839 года в коллежские советники, с 7 марта 1839 года — помощник статс-секретаря Государственного Совета. С 6 мая 1840 г. — управляющий Комитета об устройстве Закавказского края. За деятельность в этой должности 15 апреля 1841 года был удостоен высочайшего благоволения, получил 2500 рублей серебром и чин статского советника.
В 1842—1843 гг. — чиновник для особых поручений при военном министре; в феврале 1842 года участвовал в ревизии канцелярии Совета главного Тифлисского городового управления и губернского комитета о земских повинностях; с 27 октября 1842 года — старший чиновник временного отделения императорской канцелярии по управлению делами Закавказского комитета (с оставлением в прежних должностях).
С 6 декабря 1843 года возглавил Тамбовскую губернию. По словам Б. Н. Чичерина, запомнился в Тамбове как «человек сильного ума»; краеведы пишут о нём как о «грозе чиновников и биче всех местных проходимцев»; 30 марта 1846 года был произведён в чин действительного статского советника. В 1847 году избран членом Лебедянского общества сельского хозяйства.

Был переведён на должность в Калужского губернатора 28 апреля 1854 года. Согласно воспоминаниям одного из калужских чиновников: 
Это был мужчина большой, смуглый, пучеглазый, весь бритый, пародируя Петра I, по Калуге ходил с увесистой палкой, при случае пуская ее в дело. Вставал вместе с курами и в шесть часов утра принимал уже с докладом чиновников... циничен был он феноменально! К массе ходивших по губернии разнообразных рассказов о крайнем его деспотизме, самодурстве, грубости, хроника его времени что-то не присоединяет рассказов ни о каких его мероприятиях к подъему нравственной чистоты служебного полчища. Оно по-прежнему казнокрадствовало, лихоимствовало, самоуправствовало, бесчинствовало, а при данном губернаторе, сообразно его темпераменту и системе, действовало быстрее и стремительнее.
После смены монарха (1856) был уволен от должности губернатора и 13 апреля 1856 года причислен к Министерству государственных имуществ, а 26 августа назначен генерал-провиантмейстером Провиантского департамента Военного министерства; 6 декабря получил чин тайного советника.
В начале 1859 года был приглашён в состав редакционной комиссии для составления общего положения о крестьянах, выходящих из крепостной зависимости. Председательствовал в административном отделении комиссии; в период болезни Я. И. Ростовцева исполнял его обязанности председателя. Проводил поверочные работы по определению высших и низших размеров надела в Оренбургской губернии. В мае 1860 года по приказу Александра II был отстранён от работы в комиссии и «с поручением по провиантской части» отослан в западные губернии. Отстранение от комиссии последовало в ответ на неуважительное замечание, которое Булгаков высказал по отношению к некоторым лицам, «трудившимся по крестьянскому делу». Был уволен от должности генерал-провиантмейстера с оставлением в звании статс-секретаря 19 ноября 1861 года.
После выхода в отставку жил в Тамбове. В 1870—1880 гг. — почётный мировой судья.
Умер в звании статс-секретаря 23 сентября (5 октября) 1883 года.

## Награды
- орден святого Станислава 2-й степени (16.11.1836), 1-й степени (6.12.1848);
- орден Святой Анны 3-й, 2-й с императорской короной (08.08.1842), 1-й степени (6.12.1850)
- орден Святого Владимира 4-й степени (31.12.1840), 2-й степени (12.04.1859);
- орден Белого орла (23.04.1861)
- медаль за 20 лет беспорочной службы (декабрь 1850).

## Семья
В браке с Клавдией Ростиславовной Кайсаровой (дочерью судогодского предводителя дворянства) имел детей: Любовь (1844), Вячеслав (1845), Николай (1846), Елена (1847), Мария (1849), Ольга (1850), Виктор (1850).